# Sposalizio della Vergine

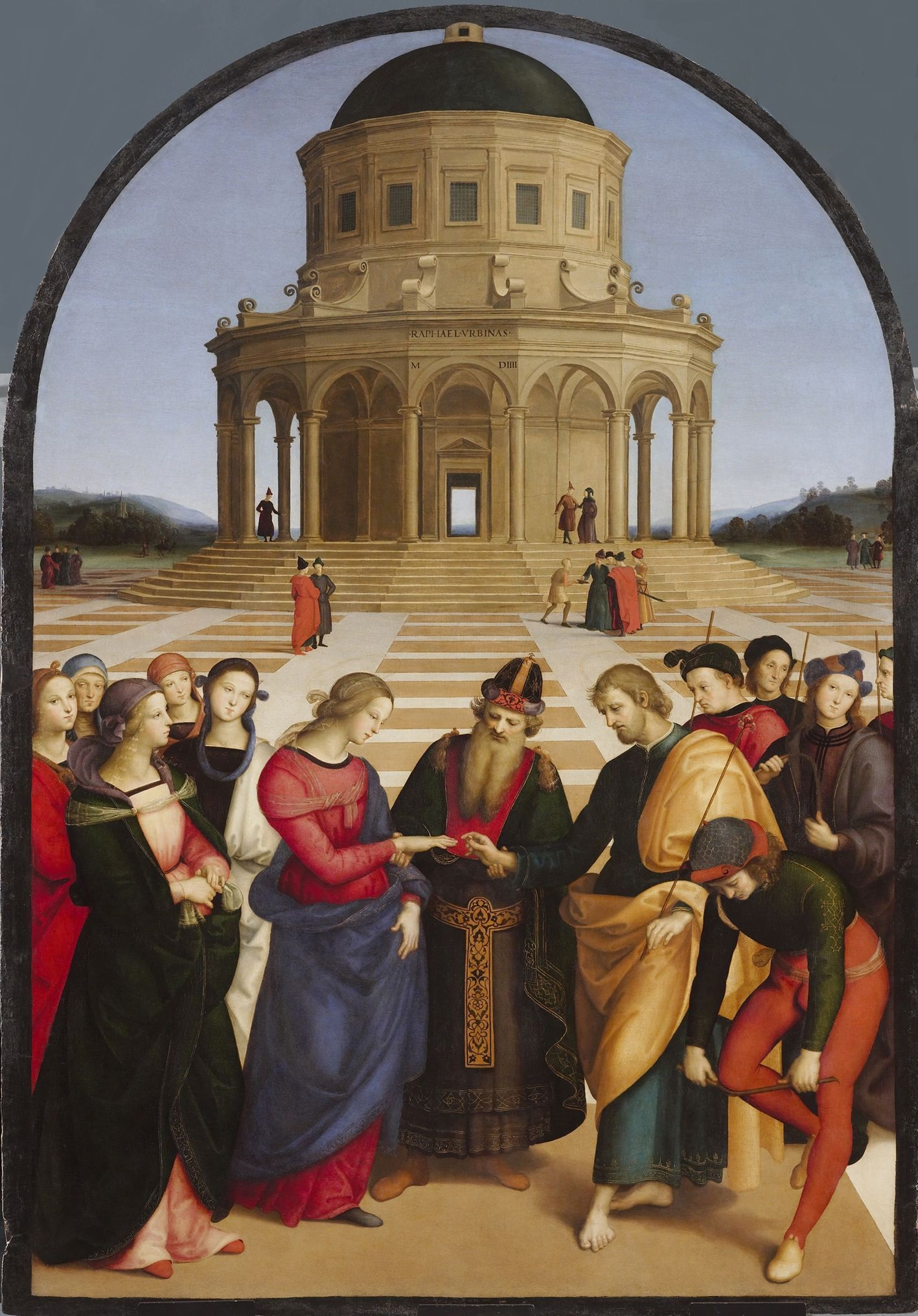
Sposalizio della Vergine, di Raffaello

Lo sposalizio della Vergine, o sposalizio di Maria e Giuseppe, è un episodio della tradizione cristiana che ricorda le nozze tra la vergine Maria e san Giuseppe, tradizionalmente festeggiato nella Chiesa cattolica (ma non universalmente) il 23 gennaio. È inoltre un tema artistico religioso frequente.

## Storia

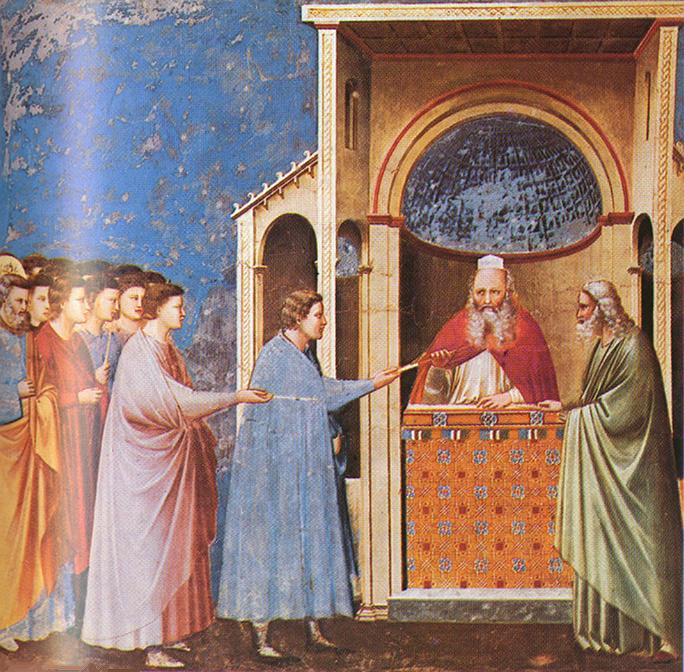
Consegna delle verghe al Tempio (Giotto, Cappella degli Scrovegni, 1303).

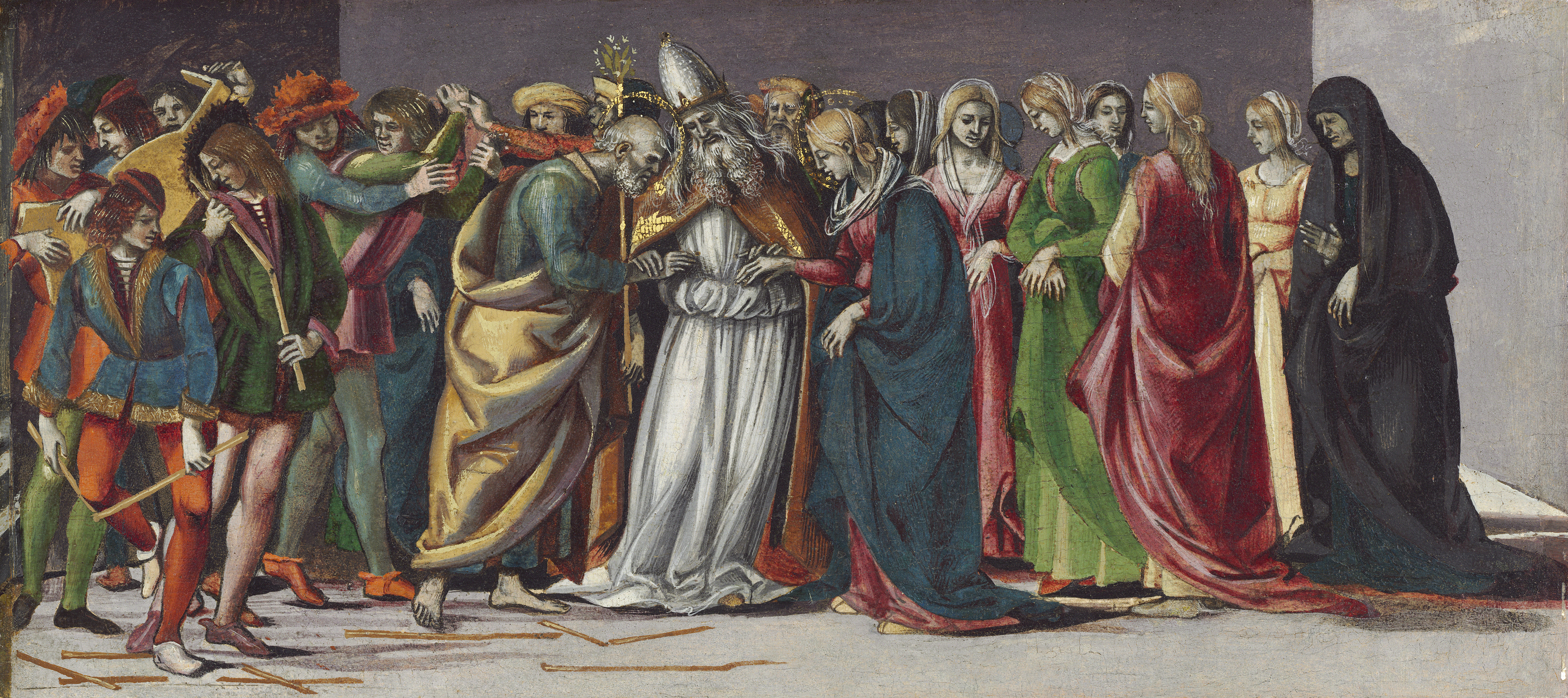
Lo sposalizio della Vergine (Luca Signorelli, 1490–1491ca), predella dell'Adorazione dei Magi, with the discarded rods at left.

Lo sposalizio di Maria e Giuseppe non è descritto nella Bibbia, e vi si fa riferimento solo in alcuni vangeli apocrifi. Nella tradizione ebraica, il matrimonio era un contratto stipulato tra le famiglie dei due nubendi: il padre dello sposo si recava da quello della sposa per proporre l'unione, e se la ragazza avesse accettato i due giovani sarebbero stati "promessi", e sarebbero andati a vivere assieme dopo un anno (così nell'evento dell'Annunciazione descritto nel vangelo di Matteo: Ecco come avvenne la nascita di Gesù Cristo: sua madre Maria, essendo promessa sposa di Giuseppe, prima che andassero a vivere insieme si trovò incinta per opera dello Spirito Santo 1,18-24, e nel vangelo di Luca: Nel sesto mese, l'angelo Gabriele fu mandato da Dio in una città della Galilea, chiamata Nazaret, a una vergine, promessa sposa di un uomo della casa di Davide, chiamato Giuseppe. La vergine si chiamava Maria 1,26-38).
Liturgicamente, l'osservanza dello sposalizio della Vergine come festa nasce probabilmente intorno al XV secolo, quando Jean Gerson, Gran Cancelliere dell'Università di Parigi morto nel 1429, lascia disposizione testamentaria di far celebrare una messa ogni 23 gennaio in onore del matrimonio di Maria e Giuseppe; da qui la ricorrenza viene inserita nei calendari di diversi ordini religiosi, a partire dai francescani e proseguendo con servi di Maria, domenicani, carmelitani e stimmatini (il cui fondatore, Gaspare Bertoni, fu particolarmente affezionato a questa ricorrenza).
Tuttavia la memoria non è mai entrata nel calendario ufficiale della Chiesa cattolica, specialmente perché considerata ridondante rispetto a quella della Sacra Famiglia; dal 1961 la Congregazione dei riti ha relegato lo sposalizio della Vergine alle "feste di devozione", permettendone la celebrazione solo per motivi o luoghi particolari.
Anche il Protovangelo di Giacomo colloca lo sposalizio dopo l'Annunciazione.

## NellaSumma Theologiae
San Tommaso d'Aquino elenca una serie di motivi di convenienza dello sposalizio di Maria e Giuseppe:
- rispetto a Gesù: per evitare le restrizioni legali cui erano sottoposti i figli illegittimi; per confermare La discendenza diretta del Messia da re Davide, fatto per il quale contava la genealogia paterna, a prescindere dal fatto che anche Maria appartenesse alla casa del re d'Israele; per celare al demonio il concepimento e il parto verginali (ripresa da alcuni Padri della Chiesa);
- rispetto a Maria: per proteggerla dalle accuse di adulterio che secondo la legge mosaica era punita con la pena della lapidazione; per proteggerla dall'infamia; per assicurare a un padre il sostentamento economico del Figlio di Dio;
- rispetto a Giuseppe: San Giuseppe crede all'angelo che gli annuncia una nascita miracolosa; data l'importanza della fertilità e di una discendenza numerosa (o regale) in una cultura patriarcale, il fatto che la prole era il segno della benedizione di Dio, da sposata Maria non avrebbe mai potuto inventare e mentire su un concepimento verginale e divino.

Altri argomenti :
(III, q. 29, a. 1)
La verginità sponsale di Maria diviene feconda di Gesù Cristo, così come la Chiesa è feconda dei suoi nuovi fratelli acquisiti e incorporati a lei mediante il Battesimo (v. matrimonio mistico e Corpo di Cristo). 
Nella persona di Maria Vergine il Signore intese «onorare nella sua persona tanto la verginità quanto il matrimonio», vocazioni tipiche del vivere cristiano.

## Nell'arte
La scena, o le scene, dello Sposalizio della Vergine erano una componente comune dei cicli più ampi della Vita della Vergine, molto frequenti nel Medioevo; non si trovano però nel ciclo tipico del Libro delle ore. Spesso, era una predella posta sotto la scena principale di una pala d'altare il cui soggetto iconografico era la Vergine Maria.
Lo sposalizio è stato rappresentato tra gli altri da Giotto, Perugino, Raffaello, Ventura Salimbeni (1613, il suo ultimo dipinto), Domenico Ghirlandaio (dal 1485 al 1490, nella Cappella Tornabuoni), Bernardo Daddi (ora nella Royal Collection), Pieter van Lint (1640, Cattedrale di Anversa), Tiburzio Baldini, Alfonso Rivarola, Francesco Caccianiga, Niccolò Berrettoni, Giovanni Jacopo Caraglio, Filippo Bellini, Veronese (nella Chiesa di San Polo a Venezia), Giulio Cesare Milani, Franciabigio (in the Basilica della Santissima Annunziata in Firenze) e Giacomo di Castro.

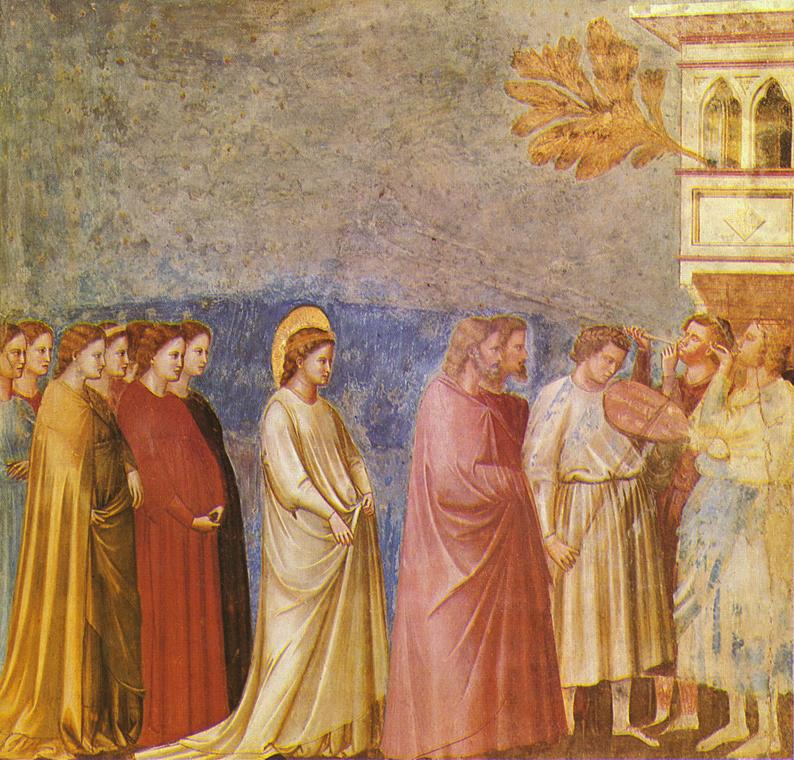
Processione sponsale di Maria di Giotto, 1303
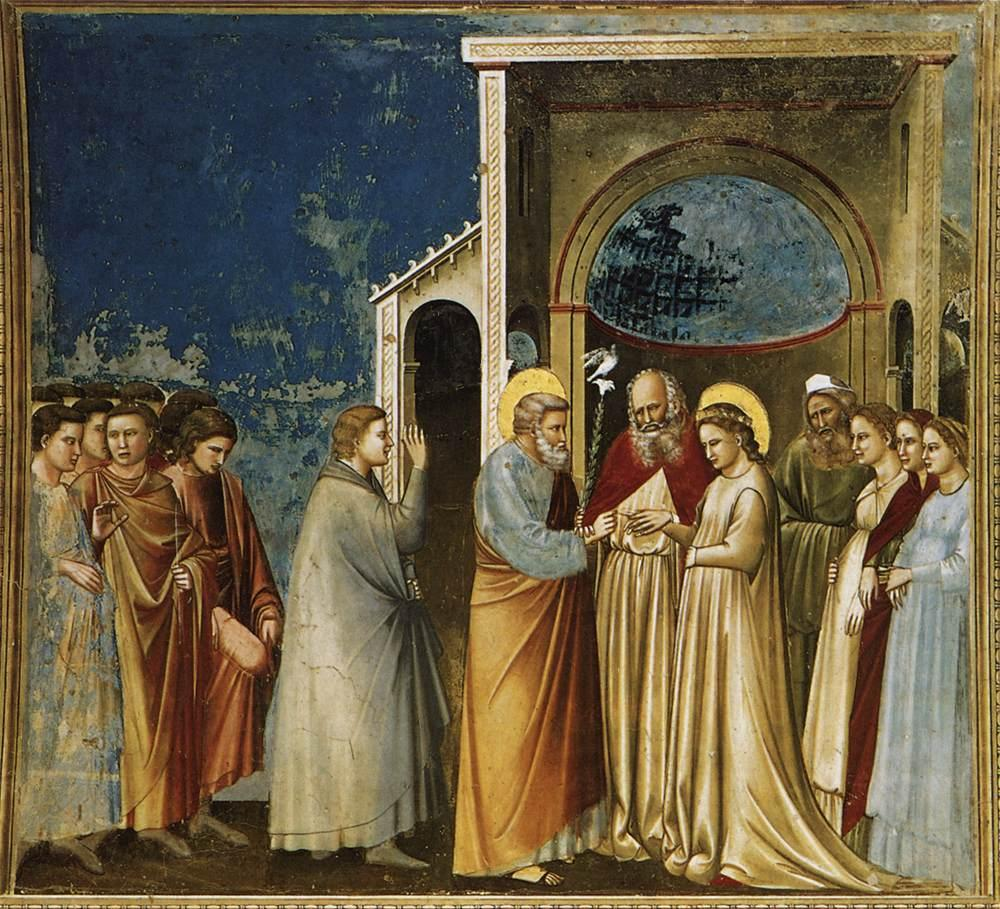
Sposalizio della vergine di Giotto, ca 1305
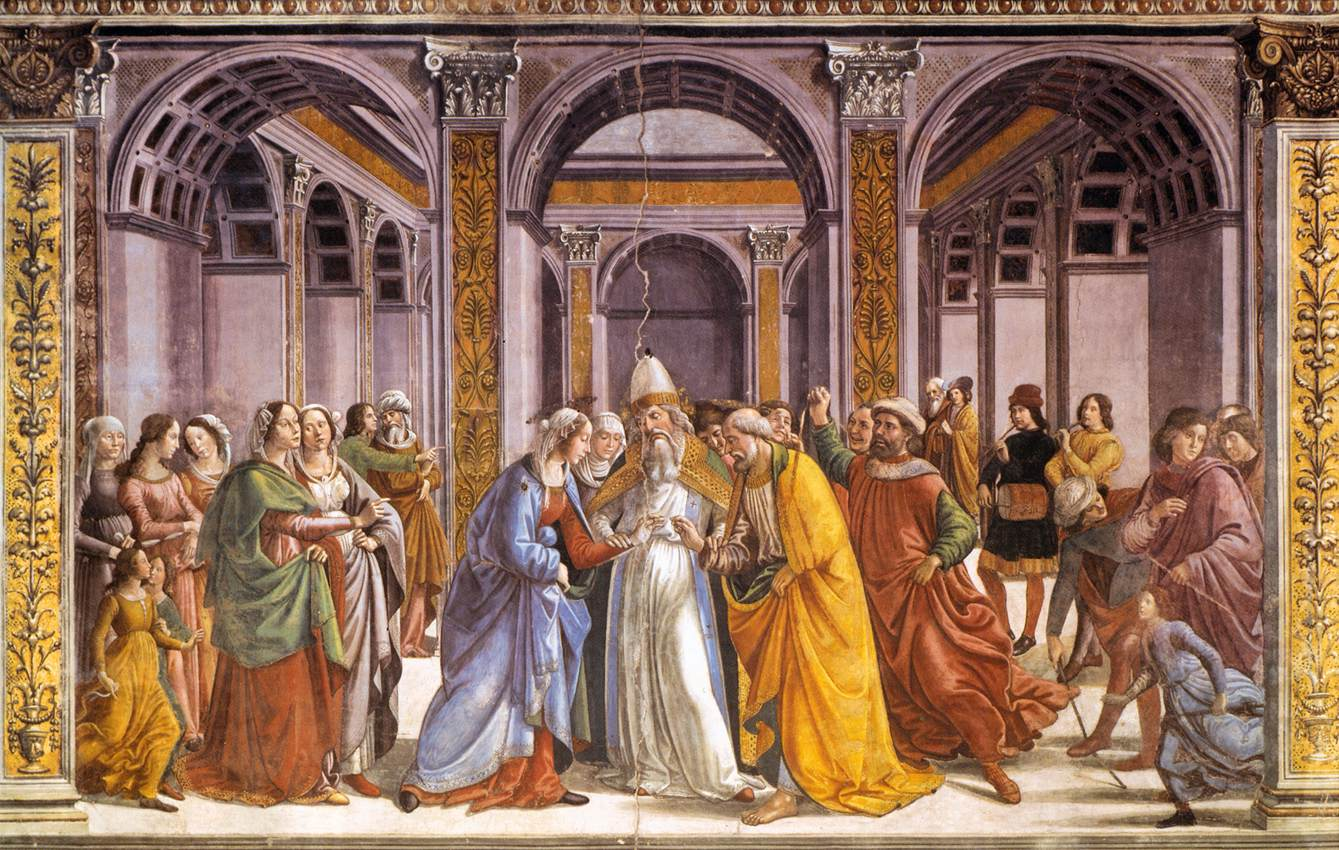
Sposalizio di Maria di Domenico Ghirlandaio, 1485-1490, Cappella Tornabuoni
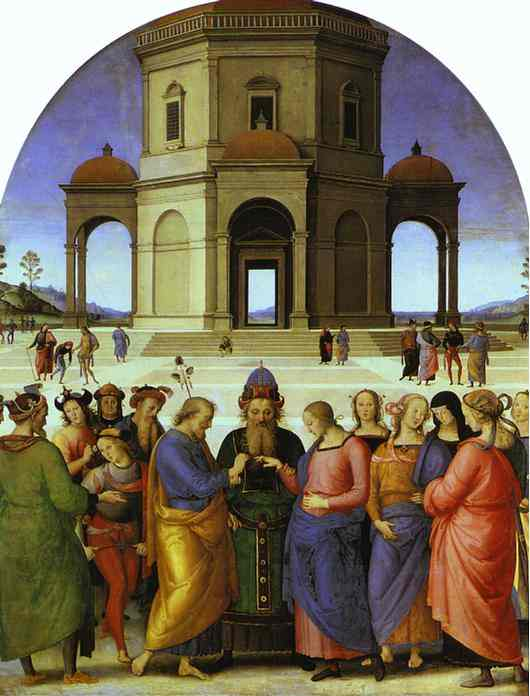
Sposalizio della Vergine di Perugino, 1500-1504
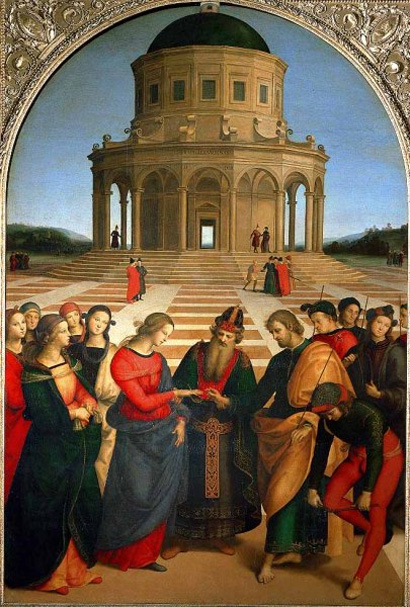
Sposalizio della Vergine di Raffaello, 1504
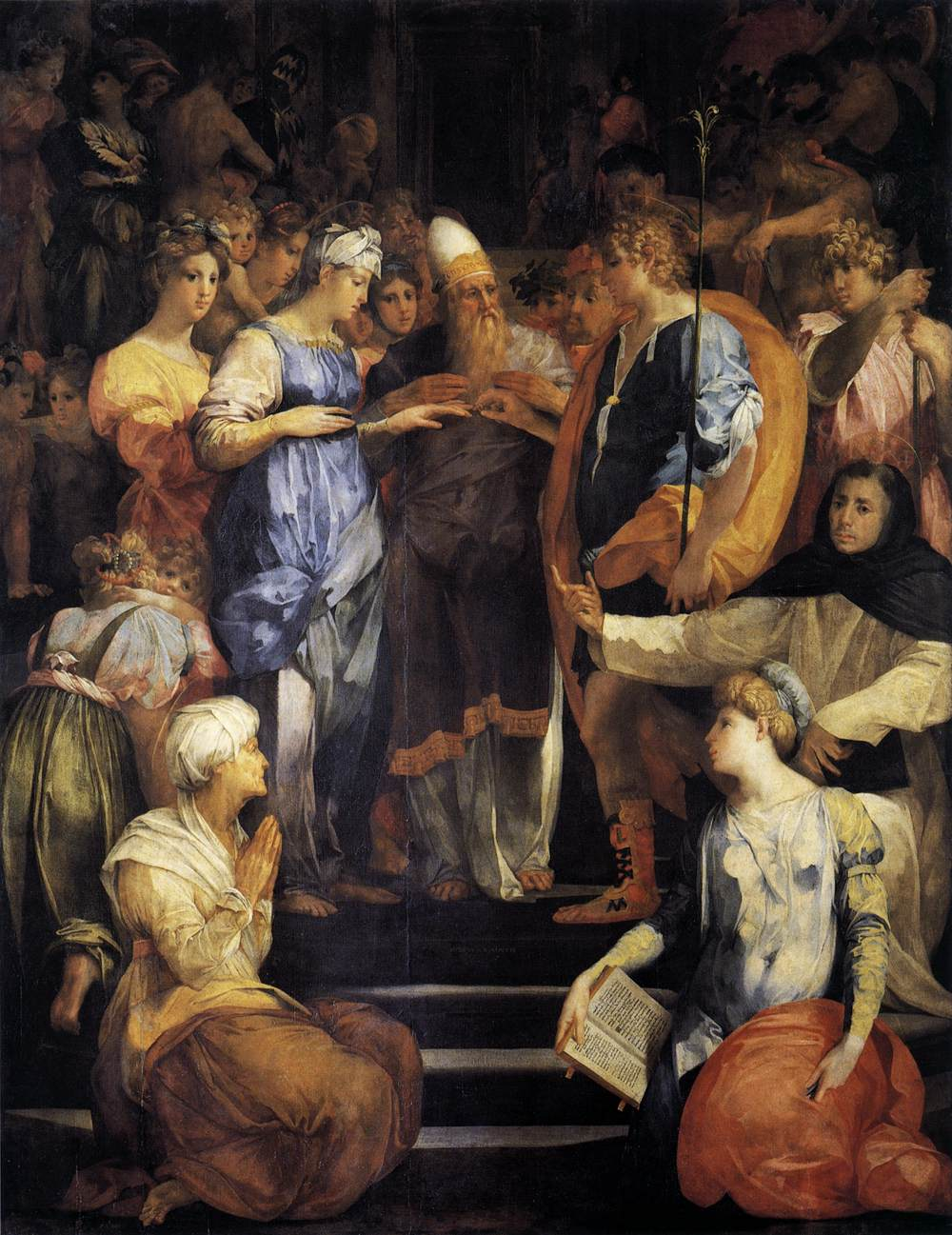
Fidanzamento della Vergine di Rosso Fiorentino, 1523